# Bernard Crick
Sir Bernard Rowland Crick (16 de dezembro de 1929 – 19 de dezembro de 2008) foi um teórico político britânico e socialista democrático cujas visões podem ser resumidas como "política é ética feita em público". Ele buscou chegar a uma "política de ação", em oposição a uma "política de pensamento" ou de ideologia, e sustentava que "o poder político é poder no modo subjuntivo". Ele foi um crítico proeminente do behaviorismo.

## Carreira
Crick nasceu em 77, Circle Gardens, Merton, Londres, filho de Harry Edgar Crick (morreu em 1968), funcionário de seguros, e Florence Clara, nascida Cook (morreu em 1987). Ele foi educado na Whitgift School. Ele estudou Economia no University College London, obtendo um diploma de Bacharel em Ciências, antes de se transferir para a London School of Economics para estudos de doutorado. Enquanto trabalhava em seu Ph.D.—publicado em 1958 como The American Science of Politics—ele foi Professor Assistente em Harvard (1952–1954), Professor Assistente em McGill (1954–1955), e Pesquisador Visitante em Berkeley (1955–1956). Retornando ao Reino Unido em 1956, ele obteve seu Ph.D. na LSE e foi nomeado para uma Cátedra Assistente e posteriormente uma Cátedra Sênior, 1957–1965.
Durante seu período na LSE, recordações que aparecem em sua contribuição para My LSE, Crick ansiava por maior reconhecimento do que sua Cátedra Sênior significava. O sistema de promoção da LSE era notoriamente lento na época. Quando foi nomeado Professor de Teoria Política e Instituições Políticas em Sheffield em 1965, Crick disse ao Beaver, o jornal estudantil da LSE, que estava "indo para um lugar melhor do ponto de vista de ensinar estudantes".
Crick foi conselheiro do líder do Partido Trabalhista britânico Neil Kinnock durante os anos 1980. Quando o Partido Trabalhista chegou ao poder em 1997, Crick foi nomeado por seu ex-aluno David Blunkett para liderar um grupo consultivo sobre educação para a cidadania. O relatório final do grupo em 1998, conhecido como o Relatório Crick, levou à introdução da cidadania como matéria fundamental no Currículo Nacional. Ele foi condecorado como cavaleiro na lista de honras de Ano Novo de 2002 por "serviços à cidadania nas escolas e aos estudos políticos". Ele escreveu o livro do Home Office de 2004 Life in the United Kingdom: A Journey to Citizenship, que forma a base para o novo teste de cidadania exigido de todas as pessoas que se naturalizam como cidadãos britânicos.
Ele ensinou na University of Sheffield (1965–1971). e fundou um Departamento de Política e Sociologia, posteriormente o Departamento de Política, no Birkbeck College, University of London em 1972.
Crick co-escreveu, com David Millar, um panfleto influente intitulado Making Scotland's Parliament Work. Mais tarde em sua vida na Escócia, Crick ficou encantado ao ser nomeado Professor Visitante Stevenson na Universidade de Glasgow. Apesar de sua saúde frágil na época, Crick ministrou uma série de palestras públicas amplamente elogiadas e muito populares. Após sua morte, a Universidade de Glasgow marcou sua contribuição estabelecendo a Palestra Memorial Bernard Crick.
Crick fez muitas outras contribuições para a vida política escocesa, desde participar de seu Partido Trabalhista local, até defender os Glenogle Baths do fechamento, até, em suas últimas semanas de vida, escrever um artigo de opinião bem-humorado para The Scotsman sobre o caos causado pelos atrasos da linha de bonde em Edimburgo.

## Vida pessoal
Crick morreu de câncer de próstata aos 79 anos, no St. Columba's Hospice, Edimburgo. Havia sido diagnosticado cerca de quatorze anos antes.

## Prêmios e legado
A PSA também criou os Prêmios Sir Bernard Crick para Ensino Excepcional em honra de Crick e seu trabalho. Dois prêmios são concedidos na Conferência Anual da PSA, o Prêmio Principal e um Prêmio para Novos Participantes para acadêmicos em início de carreira.
Crick foi condecorado como cavaleiro em 2002.
Após sua morte, a University of Sheffield estabeleceu o Sir Bernard Crick Centre. O centro visa 'Preencher uma série de lacunas que parecem ter surgido nas décadas recentes (se não antes). A primeira lacuna diz respeito à relação entre os governantes e os governados em países democráticos.' O centro também visa comunicar ciência social ao público – ou as implicações sociais de avanços científicos 'duros' – sem, ao fazê-lo, perder aqueles elementos de erudição que fornecem profundidade e contexto. A Universidade de Glasgow também reconheceu a contribuição de Sir Bernard estabelecendo uma série anual de palestras memoriais.

## Trabalho sobre George Orwell
Em 1974, Crick começou a trabalhar em uma biografia de George Orwell com a ajuda da segunda esposa de Orwell, Sonia Brownell. Os direitos da edição capa dura foram usados para estabelecer uma bolsa em conjunto com o Birkbeck College para financiar projetos de novos escritores que teriam interessado Orwell. Em 1980, pouco antes do livro ser publicado, um amigo de Crick, David Astor, concordou em igualar a bolsa. Ao longo dos anos, houve contribuições de Richard Blair, filho adotivo de Orwell, e do jornal The Observer, entre outros. Devido à falta de projetos discerníveis, após cinco anos o fundo foi redirecionado para produzir uma palestra memorial anual no Birkbeck College e na University of Sheffield, e também para fornecer pequenas bolsas departamentais. As palestras continuam: elas são agora hospedadas anualmente pela Orwell Foundation (originalmente estabelecida por Crick como o Orwell Prize; veja abaixo) no University College London, lar do Arquivo Orwell; em novembro de 2016 a Palestra Orwell foi dada por Ian Hislop. Palestrantes anteriores incluem Rowan Williams e Hilary Mantel. Em 2017, a Orwell Foundation e o Sir Bernard Crick Centre restabeleceram uma nova Palestra Orwell no Norte na University of Sheffield: a palestra inaugural foi dada pelo artista vencedor do Turner Prize Grayson Perry.
Em 1993, Crick estabeleceu o Prêmio Orwell com patrocínio da The Political Quarterly para honrar a escrita política. Inicialmente, dois prêmios eram dados a cada ano – um para jornalismo político e outro para um livro político. Os primeiros prêmios em 1994 foram recebidos por Anatol Lieven por seu livro The Baltic Revolution e pelo jornalista do The Independent on Sunday Neal Ascherson. Crick estava no painel de juízes até os prêmios de 2007. A historiadora oficial da BBC, Professora Jean Seaton, tornou-se Diretora do prêmio em 2006 e o prêmio tornou-se uma instituição de caridade registrada (The Orwell Foundation) em 2015. A Foundation concede quatro Prêmios Orwell – para jornalismo político, escrita política (somente não-ficção), ficção política e Exposing Britain's Social Evils – e hospeda debates, palestras e eventos regulares, incluindo a Palestra Orwell. Painéis de juízes são nomeados a cada ano. Em 2008, Crick tornou-se ativo no apoio ao "Orwell Direct", um website dedicado à vida e obras de Orwell criado por Dione Venables, que posteriormente tornou-se The Orwell Society.

## Ideias
Segundo Crick, o líder ideologicamente motivado pratica uma forma de anti-política na qual o objetivo é a mobilização da população em direção a um fim comum—mesmo sob pena de morte.

## Anti-behaviorismo
O primeiro livro de Crick, The American Science of Politics (1959), atacou a abordagem comportamental da política, que era dominante nos Estados Unidos, e pouco conhecida na Grã-Bretanha. Ele identificou e rejeitou suas premissas básicas: que a pesquisa pode descobrir uniformidades no comportamento humano, que essas uniformidades poderiam ser confirmadas por testes empíricos e medições, que dados quantitativos eram da mais alta qualidade, e deveriam ser analisados estatisticamente, que a ciência política deveria ser empírica e preditiva, desvalorizando as dimensões filosóficas e históricas, e a pesquisa livre de valores era o ideal, com o objetivo da ciência social sendo uma macroteoría cobrindo todas as ciências sociais, em oposição a questões aplicadas de reforma prática.

## Publicações
As obras de Crick incluem:
- The American Science of Politics (1959)
- In Defence of Politics (1962, e cinco edições subsequentes, a última em 2002)
- Political Theory and Practice (1963)
- The Reform of Parliament (1964)
- Parliament and the people (com Sally Jenkinson) (1966)
- Essays on Reform (1967)
- Crime, Rape and Gin: Reflections on Contemporary Attitudes to Violence, and Addiction (1974)
- Essays on Political Education (com Derek Heater) (1977)
- George Orwell: A Life (1980; revisado 1982; edição revisada e atualizada, 1992)
- Socialist Values and Time (1984)
- Socialism (1987)
- What is Politics? (com Tom Crick)
- The Labour Party's Aims and Values: an unofficial statement (com David Blunkett) (1988)
- Essays on Politics and Literature (1989)
- Political Thoughts and Polemics (1990)
- To Make the Parliament of Scotland a Model for Democracy (com David Millar) (1995)
- Education for Citizenship and the Teaching of Democracy in Schools (aka The Crick Report) (1998)
- Crossing Borders: Political Essays (2001)
- Democracy: A Very Short Introduction (2002)
- The Commons in Transition (com A. H. Hanson) (1970)
- The Future of the Social Services (com William Robson) (1970)
- Protest and Discontent (1970)
- Taxation Policy (com William A. Robson) (1973)
- The Discourses by Niccolò Machiavelli (1974)
- Political Education and Political Literacy (com Alex Porter) (1978)
- Unemployment (1980)
- National identities: the constitution of the United Kingdom (1991)
- Citizens: Towards a Citizenship Culture (2001)
- Education for Democratic Citizenship (com Andrew Lockyer) (2003)